# HD 190229
左旗八，即HD 190229，又名BD+15 4033，SAO 105615、HR 7664，是一颗恒星，视星等为5.67，位于銀經55.58，銀緯-7.97，其B1900.0坐标为赤經19h 58m 55.4s，赤緯+15° -7.97′ 2″。